# Alejandro Guerra
Alejandro Abraham Guerra Morales (ur. 9 lipca 1985 w Caracas) – wenezuelski piłkarz występujący najczęściej na pozycji prawego pomocnika. Zawodnik SE Palmeiras.

## Kariera klubowa
Guerra urodził się w Caracas i jest wychowankiem najbardziej utytułowanej wenezuelskiej drużyny – Caracas FC. Jej seniorskie barwy reprezentuje od 2002 roku, a w latach 2003–2004 przebywał na wypożyczeniu w argentyńskim trzecioligowcu Juventud Antoniana. W barwach Los Rojos del Avila brał ponadto udział w kilku edycjach Copa Libertadores. Latem 2010 zasilił Deportivo Anzoátegui.

## Kariera reprezentacyjna
Alejandro Guerra w seniorskiej reprezentacji Wenezueli zadebiutował w 2006 roku. Brał udział w Copa América 2007 i eliminacjach do MŚ 2010, w których rozegrał 7 meczów i strzelił 1 gola – 20 listopada 2007 przeciwko Boliwii.

### Statystyki reprezentacyjne
| Reprezentacja | Rok  | Mecze | Gole |
| ------------- | ---- | ----- | ---- |
| Wenezuela     | 2010 | 1     | 0    |
| Wenezuela     | 2009 | 0     | 0    |
| Wenezuela     | 2008 | 5     | 0    |
| Wenezuela     | 2007 | 15    | 3    |
| Wenezuela     | 2006 | 8     | 0    |

Ostatnia aktualizacja: 9 czerwca 2010.

## Osiągnięcia

### Caracas FC
- Pierwsze miejsce
  - Primera División de Venezuela: 2003-2004, 2005-2006, 2006-2007, 2008-2009, 2009-2010
  - Copa Venezuela: 2009
- Drugie miejsce
  - Primera División de Venezuela: 2007-2008

### Reprezentacja Wenezueli
- Drugie miejsce
  - Igrzyska Ameryki Środkowej i Karaibów: 2006